# Chanoidei
Sous-ordre
Les Chanoidei sont un sous-ordre de poissons de l'ordre des Gonorynchiformes.

## Liste des familles
Selon ITIS (7 décembre 2024) :
- famille des Chanidae Günther, 1868

## Systématique
Le nom valide complet (avec auteur) de ce taxon est Chanoidei.
Le WoRMS ne reconnait pas ce sous-ordre et rattache la famille des Chanidae directement à l'ordre des Gonorynchiformes.